# Agrostis chamaecalamus
Agrostis chamaecalamus é uma espécie de gramínea do gênero Agrostis, pertencente à família Poaceae.